# Bulbul à ventre rouge
Pycnonotus cafer
Espèce
Statut de conservation UICN

 LC  : Préoccupation mineure
Le Bulbul à ventre rouge (Pycnonotus cafer) est une espèce de passereau de la famille des Pycnonotidae.
Cet oiseau vit dans les régions tropicales d'Asie du sud depuis l'Inde et l'est du Sri Lanka jusqu'à la Birmanie et le sud-ouest de la Chine. Il a été introduit ou s'est installé lui-même à l'état sauvage dans de nombreuses îles du Pacifique, comme les îles Fidji, Samoa, Tonga, Nouvelle-Calédonie et Hawaii. Il s'est également installé lui-même dans certaines régions de Dubaï, aux Émirats arabes unis et en Nouvelle-Zélande.
L'espèce est inscrite depuis 2022 sur liste des espèces exotiques envahissantes préoccupantes pour l'Union européenne. Cela signifie que cette espèce ne peut pas être importée, élevée, transportée, commercialisée, ou libérée intentionnellement dans la nature, et ce nulle part dans l’Union européenne. Cette espèce ne peut plus être détenue sauf dans le cas des animaux de compagnie acquis jusqu’à 1 an après leur ajout sur la liste européenne.

## Taxonomie
Il a été initialement décrit par Linné en 1766. Plusieurs populations de cette espèce très répandue ont été classées en tant que sous-espèces (ou races). L'espèce de référence se trouve dans le sud de l'Inde. La localité type a été désignée comme Pondichéry par Erwin Stresemann. [4]
La sous-espèce de la partie ouest est P. C.intermedius et se trouve au Cachemire et dans la région de Kohat au Pakistan jusqu'à la Salt Range au Pendjab et dans le Kumaon le long de l'Himalaya.
La sous-espèce P.c. bengalensis se trouve dans l'Himalaya, de l'est du Népal à l'Assam.
Au Sud de ces deux sous-espèces, on trouve deux autres sous-espèces P.c. pallidus, au sud-ouest jusqu'à Ahmednagar et P. c. saturatus au sud et à l'est jusqu'à Godavari.
Il n'y a pas de limites naturelles à ces différentes sous-espèces et des travaux récents ne reconnaissent pas pallidus et saturatus (définies par Whistler & Kinnear, 1932 pour le nord de l'Inde), mais acceptent les sous-espèces P. c. humayuni dans le Sind, P. c. stanfordii au nord-est de l'Inde et P. c. haemorrhous au Sri-Lanka. La sous-espèce P.c. melanchimus se trouve dans le sud de la Birmanie et la Thaïlande du Nord [6].
La sous-espèce P.c. chrysorrhoides se trouve en Chine. Deux anciennes sous-espèces P.c.nigropileus dans le sud de la Birmanie et P.c. burmanicus dans le nord sont considérées comme des hybrides.

## Description
Le Bulbul à ventre rouge est facilement reconnaissable par sa crête qui donne à sa tête un aspect carré. Le corps est brun foncé avec des dessins en forme d'écailles alors que la tête est plus foncée ou noire. La croupe est blanche alors que le ventre est rouge. La queue est noire avec un embout blanc. Les sous-espèces de l'Himalaya ont une plus grande crête et ont plus de taches sur le ventre. La sous-espèce P. c. intermedius de l'Himalaya occidental a une cagoule noire qui s'étend jusqu'à la mi-poitrine. La sous-espèce P. c. bengalensis du centre et de l'est de l'Himalaya et de la plaine du Gange a une capuche foncée sans écailles et des taches sombres sur le bas-ventre. La sous-espèce P. c. stanfordi des collines du Sud de l'Assam est similaire à P.c. intermedius. La sous-espèce P. c. humayuni a un manteau brun pâle. La sous-espèce  de référence P.c. cafer se trouve dans la péninsule indienne. La sous-espèce P. c. wetmorei du Nord-est de l'Inde est intermédiaire entre cafer, humayuni et bengalensis avec une longueur d'environ 20 cm  et une longue queue. La sous-espèce P. c. haemorrhous a un manteau sombre avec des bords étroits pâles. La sous-espèce P. c. humayuni peut s'hybrider avec Pycnonotus leucogenys et ces hybrides sont désignés par le nom de P.c. magrathi ont des croupions pâles et la région de l'anus jaune-orange ou rose. Dans l'Est de la Birmanie, il y a hybridation avec Pycnonotus aurigaster.
Les deux sexes ont des plumages semblables mais les jeunes sont plus ternes que les adultes.
Il existe des formes noires et albinos.
|  |  |

## Habitat et distribution
C'est un oiseau des broussailles sèches, de forêt, des plaines et des terres cultivées. Dans son aire de répartition, il vit rarement dans les forêts matures. Une étude basée sur 54 localités de l'Inde a conclu que la végétation est le facteur le plus important qui détermine la répartition de l'espèce.

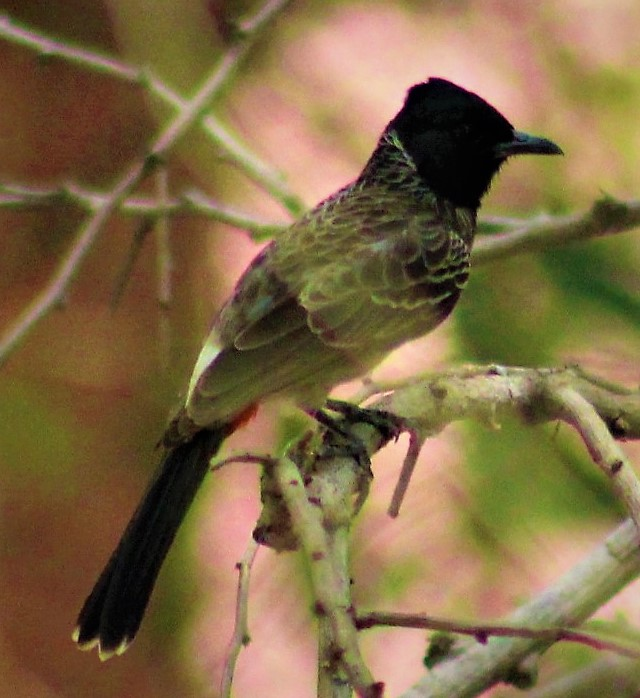
Bulbul à ventre rouge,Inde

Il a été introduit aux Hawaii, Fidji et en Nouvelle-Zélande. Il a été introduit aux Samoa en 1943 et est devenu courant sur Upolu en 1957. Ils ont été introduits aux îles Fidji en 1903 par des travailleurs saisonniers venant d'Inde. Ils sont introduits aux Tonga sur les îles de Tongatapu et de Niuafo'ou. Ils ont été vus autour de Melbourne en 1917, mais n'ont pas été observés après 1942. Ils sont apparus à Auckland en 1950, mais ont été exterminés. Ils préfèrent vivre dans les régions de plaines sèches là où ils ont été introduits. Ils sont considérés comme des parasites en raison de leur habitude d'endommager les cultures fruitières. On a utilisé le Méthiocarbe et le Zirame pour protéger les cultures d'orchidées du genre Dendrobium à Hawaii contre les dommages causés par ces oiseaux mais ceux-ci apprennent à éviter les répulsifs chimiques. Ils peuvent également disperser les graines de plantes envahissantes comme Lantana camara et Miconia calvescens.

## Comportement et écologie
Il se nourrit principalement de fruits, de pétales de fleurs, de nectar, d'insectes et parfois de geckos. Ils ont également été vus se nourrissant des feuilles de Luzerne cultivée Medicago sativa.
Il construit son nid dans un buisson, à une hauteur d'environ 2 à 3 m, et la femelle y pond en général deux ou trois œufs. Les nids sont parfois construits dans les maisons [31] ou dans un trou dans une berge de terre. Ils se reproduisent de juin à septembre. Les œufs sont rose pâle avec des taches rouge sombre plus dense à l'extrémité large de l'œuf. [33] Ils sont capables d'avoir plusieurs couvées par an. Les nids sont de petites coupes faites de petits rameaux mais parfois ils utilisent des fils métalliques. Le Coucou jacobin est un parasite du couvain de cette espèce. Les incendies, les fortes pluies et les prédateurs sont les principales causes de mortalité dans le sud de l'Inde.
Leurs vocalisations sont souvent stéréotypées et ils crient tout au long de l'année. Toutefois, un certain nombre de types d'appels ont été identifiés, notamment pour se reposer, supplier, accueillir, voler et deux cris d'alarme.
Ils sont un important facteur de dispersion des semences de plantes telles que Carissa spinarum.
Il est parmi les rares animaux incapable de synthétiser la vitamine C. Cette caractéristique se retrouve chez certaines chauves-souris frugivores, les primates (y compris les humains) ainsi que les cobayes.
Ces bulbuls abritent des Isosporas (coccidies), tandis que certains poux d'oiseaux tels que Menacanthus guldum (Ansari 1951 Proc. Natl. Inst. Sci. Inde 17:40) ont été décrits comme des ectoparasites.
La présence de cette espèce a conduit à des changements dans la dynamique des populations de papillons sur l'île d'Oahu à Hawaii. La population blanche de papillon Danaus plexippus a augmenté sur une période de 20 ans en raison de la prédation de la forme orange par ces bulbuls.

## Oiseaux et culture
Au XIXe siècle, en Inde, ces oiseaux étaient souvent gardés en cage comme animaux de compagnie ou de combat et de lutte en particulier sur la Côte Carnatique. Ils étaient attachés sur le doigt avec un fil et quand ils se battaient, ils essayaient de saisir les plumes rouges de leur adversaire.
De nos jours, bulbuls à ventre rouge et autres bulbuls tels les bulbuls orphée sont toujours des oiseaux de cage appréciés en Asie : leurs chants mélodieux sont composés de courtes phrases flûtées et variées ; un de leurs cris habituels est un piip-piip-piip continu.

## Galerie

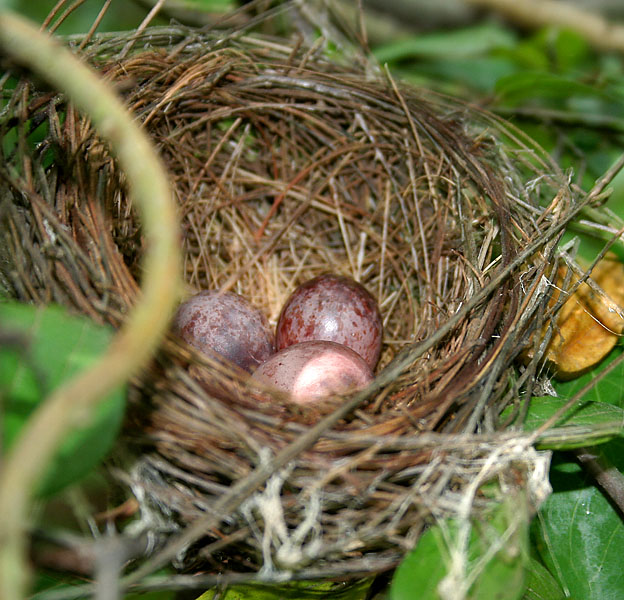
Œufs dans le nid
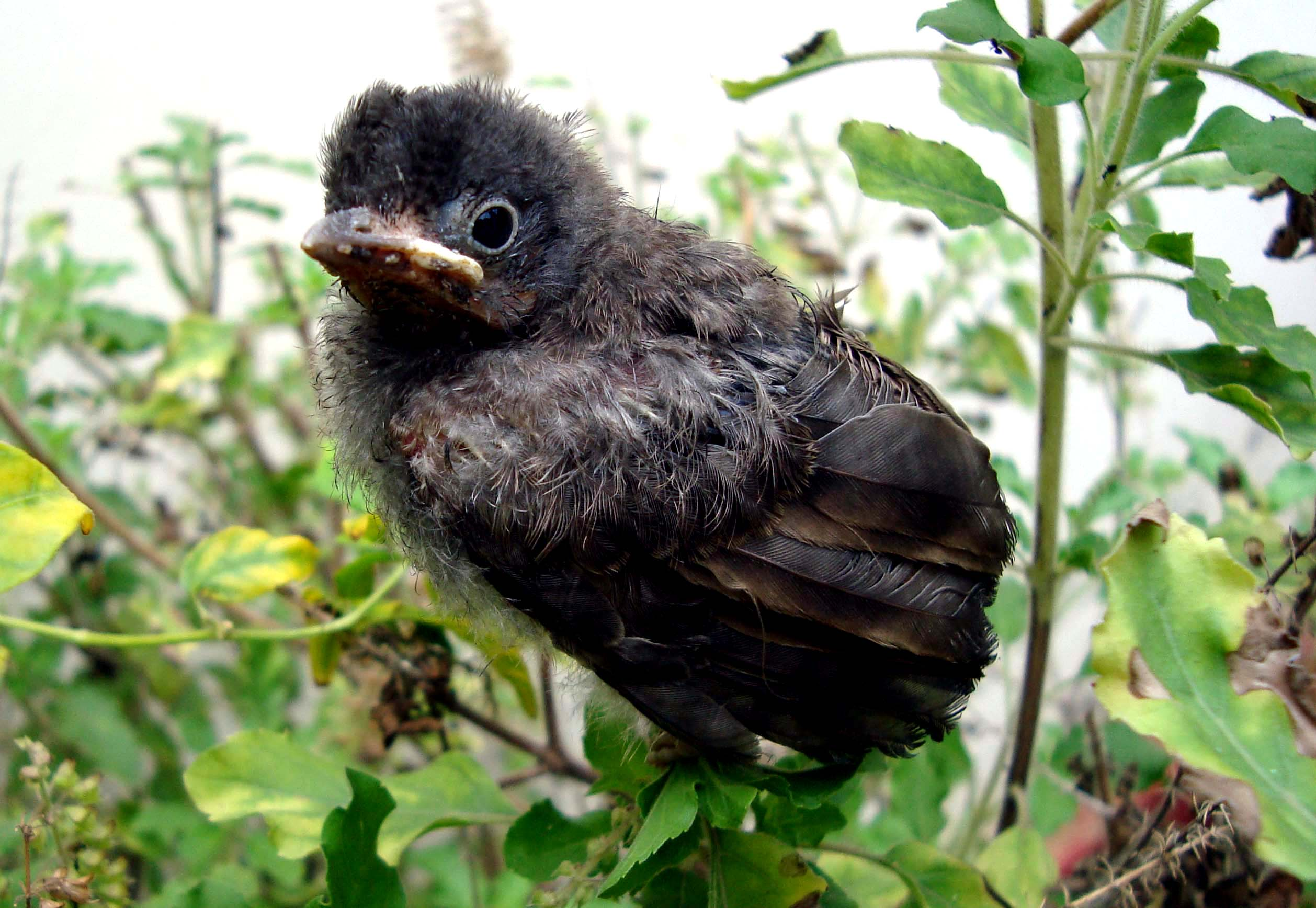
Oisillon